# Greatest Hits Live (Ace Frehley)
Greatest Hits Live è un album dal vivo del musicista statunitense Ace Frehley, pubblicato nel 2006.

## Tracce
1. Rip It Out – 3:42
2. Breakout – 3:29
3. Cold Gin – 6:48
4. Shock Me – 9:43
5. Rocket Ride – 4:55
6. Deuce – 4:20
7. Stranger in a Strange Land – 4:10
8. Separate – 4:58
9. New York Groove – 4:54
10. Rock Soldiers – 7:23
11. One Plus One (Studio Track) – 3:25
12. Give It to Me Anyway (Studio Track) – 4:18